# 利安娜·王
利安娜·王（英語：Leanne Wong，2003年9月20日—），美国女子竞技体操运动员，2021年世界竞技体操锦标赛女子个人全能银牌得主和女子自由体操铜牌得主、2022年世界竞技体操锦标赛女子团体全能金牌得主、2023年世界竞技体操锦标赛女子团体全能金牌得主。